# Nicey-sur-Aire
Nicey-sur-Aire település Franciaországban, Meuse megyében. Lakosainak száma 129 fő (2022. január 1.). Nicey-sur-Aire Belrain, Fresnes-au-Mont, Pierrefitte-sur-Aire, Raival, Rupt-devant-Saint-Mihiel és Ville-devant-Belrain községekkel határos.

## Népesség
A település népességének változása:
| Lakosok száma | 124  | 109  | 119  | 112  | 112  | 122  | 123  | 123  | 126  | 129  |
|               | 1968 | 1982 | 1990 | 2006 | 2013 | 2015 | 2017 | 2019 | 2020 | 2022 |